# Campeonato Mundial de Natação em Piscina Curta de 2010 - 100 m borboleta feminino
A prova dos 100 metros nado borboleta feminino do Campeonato Mundial de Natação em Piscina Curta de 2010 foi disputado entre 18 e 19 de dezembro em Dubai nos Emirados Árabes Unidos.

## Recordes
Antes desta competição, os recordes mundiais e do campeonato nesta prova eram os seguintes:
|    | Nome            | Nacionalidade | Tempo (segundo) | Local      | Data                   |
| -- | --------------- | ------------- | --------------- | ---------- | ---------------------- |
| WR | Diane Bui Duyet | França        | 55.05           | Istambul   | 12 de dezembro de 2009 |
| CR | Felicity Galvez | Austrália     | 55.89           | Manchester | 13 de abril de 2008    |

## Medalhistas
| Ouro                  | Prata                   | Bronze             |
| Felicity Galvez (AUS) | Therese Alshammar (SWE) | Dana Vollmer (USA) |

## Resultados

### Eliminatórias
As eliminatórias ocorreram dia 18 de dezembro. Dezesseis atletas num total de 61 se classificaram  para a semifinal. 
| Colocação | Bateria | Raia | Nome                             | Tempo   | Notas |
| --------- | ------- | ---- | -------------------------------- | ------- | ----- |
| 1         | 6       | 4    | Inge Dekker (NED)                | 56.69   | Q     |
| 2         | 7       | 4    | Dana Vollmer (USA)               | 56.72   | Q     |
| 3         | 7       | 5    | Felicity Galvez (AUS)            | 56.89   | Q     |
| 4         | 7       | 3    | Christine Magnuson (USA)         | 56.90   | Q     |
| 4         | 8       | 5    | Jeanette Ottesen (DEN)           | 56.90   | Q     |
| 6         | 1       | 6    | Liu Zige (CHN)                   | 56.98   | Q     |
| 7         | 7       | 6    | Amit Ivri (ISR)                  | 57.14   | Q     |
| 8         | 8       | 4    | Therese Alshammar (SWE)          | 57.15   | Q     |
| 9         | 6       | 3    | Jemma Lowe (GBR)                 | 57.40   | Q     |
| 10        | 8       | 6    | Sarah Sjöström (SWE)             | 57.68   | Q     |
| 11        | 1       | 2    | Lu Ying (CHN)                    | 58.02   | Q     |
| 12        | 7       | 7    | Alessia Polieri (ITA)            | 58.05   | Q     |
| 13        | 6       | 7    | Katerine Savard (CAN)            | 58.16   | Q     |
| 14        | 6       | 8    | Arianna Vanderpool-Wallace (BAH) | 58.21   | Q     |
| 15        | 7       | 8    | Sara Oliveira (POR)              | 58.31   | Q     |
| 16        | 8       | 2    | Sze Hang Yu (HKG)                | 58.33   | Q     |
| 17        | 6       | 5    | Ingvild Snildal (NOR)            | 58.57   |       |
| 18        | 5       | 2    | Mélanie Henique (FRA)            | 58.58   |       |
| 19        | 8       | 3    | Eszter Dara (HUN)                | 58.68   |       |
| 20        | 8       | 1    | Annika Saarnak (EST)             | 58.70   |       |
| 21        | 5       | 5    | Audrey Lacroix (CAN)             | 58.73   |       |
| 22        | 6       | 2    | Zsuzsanna Jakabos (HUN)          | 58.82   |       |
| 23        | 6       | 1    | Iris Rosenberger (TUR)           | 59.03   |       |
| 24        | 8       | 7    | Amanda Loots (RSA)               | 59.05   |       |
| 25        | 7       | 1    | Melanie Schweiger (SUI)          | 59.07   |       |
| 26        | 7       | 2    | Caterina Giacchetti (ITA)        | 59.27   |       |
| 27        | 5       | 6    | Katja Hajdinjak (SLO)            | 59.45   |       |
| 28        | 5       | 4    | Katarina Listopadova (SVK)       | 59.63   |       |
| 29        | 5       | 3    | Hiroko Sugino (JPN)              | 59.67   |       |
| 30        | 5       | 7    | Svetlana Fedulova (RUS)          | 59.74   |       |
| 31        | 6       | 6    | Chen Wan-Jung (TPE)              | 59.91   |       |
| 32        | 8       | 8    | Daniele de Jesus (BRA)           | 1:00.28 |       |
| 33        | 4       | 5    | Lisa Zaiser (AUT)                | 1:00.29 |       |
| 34        | 4       | 4    | Martina van Berkel (SUI)         | 1:00.39 |       |
| 35        | 4       | 6    | Erika Torrellas (VEN)            | 1:00.59 |       |
| 36        | 4       | 8    | Meagan Lim (SIN)                 | 1:01.23 |       |
| 37        | 5       | 8    | Jasmin Rosenberger (TUR)         | 1:01.29 |       |
| 38        | 4       | 3    | Elimar Barrios (VEN)             | 1:01.30 |       |
| 39        | 5       | 1    | Ting Sheng-Yo (TPE)              | 1:01.70 |       |
| 40        | 4       | 2    | Diana Luna Sánchez (MEX)         | 1:01.94 |       |
| 41        | 3       | 6    | Patarawadee Kittiya (THA)        | 1:02.01 |       |
| 42        | 4       | 7    | Farida Osman (EGY)               | 1:02.15 |       |
| 43        | 3       | 4    | Oriele Alejandra Espinoza (PER)  | 1:02.55 |       |
| 44        | 3       | 7    | Marie Laura Meza (CRC)           | 1:03.18 |       |
| 45        | 3       | 8    | Karen Torrez (BOL)               | 1:03.21 | NR    |
| 46        | 3       | 5    | Ma Cheok Mei (MAC)               | 1:04.12 |       |
| 47        | 3       | 2    | Sherazade Amanda Ramond (MAR)    | 1:05.24 |       |
| 48        | 3       | 1    | Davina Mangion (MLT)             | 1:06.97 |       |
| 49        | 2       | 4    | Dalia Torrez (NCA)               | 1:07.19 |       |
| 50        | 1       | 7    | Ri Hyon Gyong (PRK)              | 1:07.74 |       |
| 51        | 2       | 5    | Carolina Alejandra Aguilar (PER) | 1:07.87 |       |
| 52        | 2       | 6    | Emily Chan Chee (MRI)            | 1:08.34 |       |
| 53        | 2       | 2    | Tieri Erasito (FIJ)              | 1:08.42 |       |
| 54        | 2       | 3    | Shannon Austin (SEY)             | 1:08.51 |       |
| 55        | 3       | 3    | Kiran Khan (PAK)                 | 1:08.96 |       |
| 56        | 2       | 7    | Judith Ilan Meauri (PNG)         | 1:11.21 |       |
| 57        | 2       | 8    | Anham Salyani (KEN)              | 1:14.89 |       |
| 58        | 1       | 4    | Soraya Oruya (KEN)               | 1:16.83 |       |
| 59        | 2       | 1    | Ann-Marie Hepler (MHL)           | 1:19.06 |       |
| -         | 1       | 3    | Gouri Jayesh Kumar Kotecha (TAN) | DNS     |       |
| -         | 4       | 1    | Monica Waage Johannessen (NOR)   | DNS     |       |

### Semifinal
A semifinal  ocorreu dia 18 de dezembro. Oito competidores se classificaram para a final. 
Semifinal 1
| Colocação | Raia | Nome                     | Tempo | Notas |
| --------- | ---- | ------------------------ | ----- | ----- |
| 1         | 6    | Therese Alshammar (SWE)  | 55.99 | Q     |
| 2         | 5    | Christine Magnuson (USA) | 56.55 | Q     |
| 3         | 3    | Liu Zige (CHN)           | 56.63 | Q     |
| 4         | 4    | Dana Vollmer (USA)       | 57.00 | Q     |
| 5         | 2    | Sarah Sjöström (SWE)     | 57.31 |       |
| 6         | 7    | Alessia Polieri (ITA)    | 58.19 |       |
| 7         | 8    | Ingvild Snildal (NOR)    | 58.65 |       |
| 8         | 1    | Sara Oliveira (POR)      | 58.72 |       |

Semifinal 2
| Colocação | Raia | Nome                   | Tempo | Notas |
| --------- | ---- | ---------------------- | ----- | ----- |
| 1         | 5    | Felicity Galvez (AUS)  | 56.19 | Q     |
| 2         | 3    | Jeanette Ottesen (DEN) | 56.74 | Q     |
| 3         | 4    | Inge Dekker (NED)      | 56.85 | Q     |
| 4         | 7    | Lu Ying (CHN)          | 56.99 | Q     |
| 5         | 2    | Jemma Lowe (GBR)       | 57.18 |       |
| 6         | 6    | Amit Ivri (ISR)        | 57.22 |       |
| 7         | 1    | Katerine Savard (CAN)  | 57.87 |       |
| 8         | 8    | Sze Hang Yu (HKG)      | 58.11 |       |

### Final
A final teve sua disputa realizada em 19 de dezembro. 
| Colocação         | Raia | Nome                     | Tempo | Notas |
| ----------------- | ---- | ------------------------ | ----- | ----- |
| Medalha de ouro   | 5    | Felicity Galvez (AUS)    | 55.43 | CR    |
| Medalha de prata  | 4    | Therese Alshammar (SWE)  | 55.73 |       |
| Medalha de bronze | 8    | Dana Vollmer (USA)       | 56.25 |       |
| 4                 | 6    | Liu Zige (CHN)           | 56.61 |       |
| 5                 | 1    | Lu Ying (CHN)            | 56.62 |       |
| 6                 | 2    | Jeanette Ottesen (DEN)   | 56.67 |       |
| 7                 | 3    | Christine Magnuson (USA) | 56.98 |       |
| 8                 | 7    | Inge Dekker (NED)        | 57.46 |       |

Legenda
| Recorde mundial       | Recorde mundial (World record)               |                       | Recorde africano                      | Recorde africano (African) |                                           | Q | Classificado por posição (Qualified) |
| Recorde do campeonato | Recorde do campeonato (Championship record)  | Recorde da América    | Recorde da América (Americas)         | q                          | Classificado por melhor tempo (Qualified) |   |                                      |
| Melhor marca do ano   | Melhor marca do ano (World leading)          | Recorde asiático      | Recorde asiático (Asian)              | DNS                        | Não largou (Did not start)                |   |                                      |
| Recorde nacional      | Recorde nacional (National record)           | Recorde europeu       | Recorde europeu (European)            | DNF                        | Não terminou (Did not finish)             |   |                                      |
| Recorde pessoal       | Recorde pessoal do atleta (Personal best)    | Recorde da Oceania    | Recorde da Oceania (Oceania)          | DSQ / DQ                   | Desclassificado (Disqualified)            |   |                                      |
| Recorde da temporada  | Recorde da temporada do atleta (Season best) | Recorde sul-americano | Recorde sul-americano (South America) | NM                         | Sem marca (No mark)                       |   |                                      |